# 国庄子
国归父（？—？），春秋时期齐国大夫。谥庄，又称国庄子。

## 生平
齐昭公元年（前632年），国归父与崔夭率领齐国军队作为晋国盟军参加了城濮之战。次年，国归父代表齐国与周王子虎及晋、宋、陈、秦等国大臣会盟于翟泉，谋划讨伐郑国。齐昭公六年（前637年），国归父奉命聘鲁，并通过自己的努力，使鲁国能够继续朝于齐，维护了齐国的大国地位。有子国武子国佐。